# Lago Serpentine

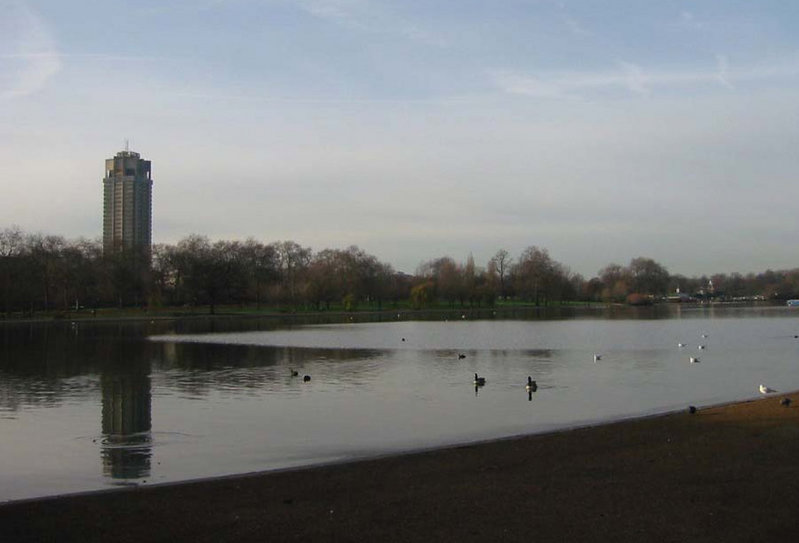
El Lago Serpentine, visto desde la orilla oeste.

El lago Serpentine está en el Hyde Park en el centro de Londres, Inglaterra. Se formó en 1730 cuando la Reina Carolina, esposa de Jorge II, ordenó que se construyera una represa en el río Westbourne que en ese entonces formaba ocho pequeñas lagunas naturales en el parque. Actualmente, sin embargo, el lago es provisto de agua bombeada desde el Támesis, ya que 
debido a la contaminación del río Westbourne, este cesó de proveer agua al lago en 1834. 
El lago adquiere su nombre por su forma curvada, parecida a la de una serpiente. En el lago existe fauna silvestre, incluyendo cisnes, patos y gansos. La Galería de Arte Serpentine está situada muy cerca en los Jardines Kensington, y la Fuente en Memoria de la Princesa Diana se encuentra también muy cerca en el Parque Hyde.
En el lago hay botes de remos para alquilar y también un área para nadar. El día de año nuevo, cuando la superficie del lago está congelada, se realiza un inusual evento en el que valientes bañistas rompen el hielo y nadan en el agua fría.
En 2002 equipos de diversos países participaron en la competición de botes de remos denominada “World Rowing Sprints” realizada en el Lago Serpentine, en un tramo de aproximadamente 500 metros. Se tiene planeado utilizar el Lago Serpentine para la etapa de natación del triatlón, en los Juegos Olímpicos de Londres 2012.
- Datos: Q1471930
- Multimedia: The Serpentine, London / Q1471930